# Guyane brésilienne
Pour les articles homonymes, voir Guyane (homonymie).

L’État d'Amapa correspond à l'ancienne Guyane brésilienne

La Guyane brésilienne était située entre la République de l'Équateur à l'ouest, l'Amazone au sud, l'océan Atlantique à l'est, la Guyane vénézuélienne et la Guyane britannique au nord.

## Géographie
Établie sur un sol montagneux très arrosé au nord et constituée de grandes forêts vierges, la Guyane brésilienne s'étendait sur une superficie de 1 300 000 km2. Elle était comprise dans la province d'Alto Amazonas où elle formait la comarca de Rio Negro (pt).
Ses villes principales étaient Thomar, Barcelos et Barra do Rio Negro (pt).

## Histoire
La Guyane brésilienne est constituée de l'ancienne Guyane portugaise vendue par la France au Portugal en 1713,. Le Portugal la perd lors de l'Indépendance du Brésil le 7 septembre 1822.
Elle constitue de nos jours l'État fédéré du Brésil d'Amapá.
Un ensemble mégalithique y a été découvert en 2006.